# 子宮蓄膿症

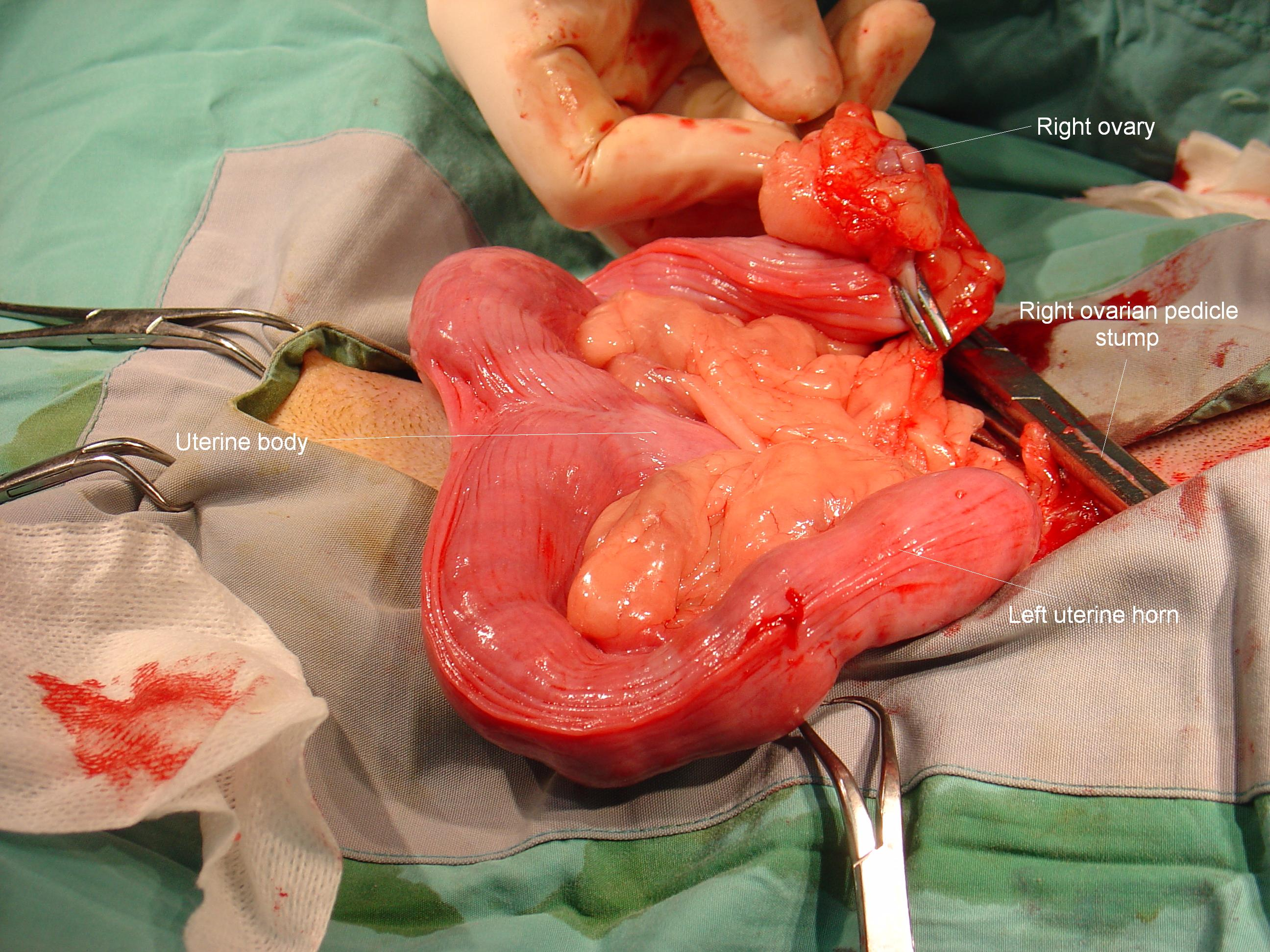
イヌの子宮蓄膿症

子宮蓄膿症（しきゅうちくのうしょう、英:pyometra）とは子宮腔内に膿汁が貯留して排出しない状態。牛と犬に多い。

## 原因
- 牛
  - 胚あるいは胎子が早期死滅し、これが子宮内に留まり、細菌感染を起こすことに原因することが多い。
- 犬
  - 犬では高齢の未経産あるいは長く繁殖を休止している経産の犬で、黄体期に発生しやすい。

## 症状、診断
- 牛
  - 概して軽症であり、全身性の症状、血液性状の変化は示さない。子宮蓄膿症である牛の多くで遺残黄体が存在することにより発情が現れないこと、膿汁により妊娠2 - 3ヶ月ほどの子宮のように触知されることから妊娠との鑑別診断が必要である。

| 鑑別点       | 妊娠              | 子宮蓄膿症               |
| ------------ | ----------------- | ------------------------ |
| 子宮の膨満   | 左右不対称        | 左右対称                 |
| 子宮の収縮性 | 妊娠3か月まであり | なし・弛緩               |
| 子宮の波動感 | 水様性            | 粘稠性                   |
| 子宮壁       | 柔軟で弾力あり    | 菲薄または肥厚、弾力なし |
| 子宮動脈     | 妊角側が発達肥大  | 左右同等                 |
| 胎子         | 触知可            | 触知不可                 |

- 犬
  - 食欲不振、多飲多尿、嘔吐、腹部膨満、外陰部から悪臭のある膿汁の排出、白血球増多、好中球の左方移動がみられる。

## 治療
- 牛
  - 子宮頚管を弛緩させるためにエストロゲンを投与する、あるいは子宮収縮により膿汁を排出させるためにPGF2αの投与する。
- 犬
  - 卵巣子宮全摘出が最良の方法とされ、治療後の繁殖を希望する場合外科手術の代わりPGF2αおよびその類縁物質の投与を行われるが、副作用、再発などが生じることがある。

## その他
卵巣を摘出したイヌにおいてエストロゲンおよびプロゲステロンを周期的に長期間投与すると子宮蓄膿症を誘発することができる。